# Sköld Peter Matthis
Sköld Peter Matthis, född 18 december 1937 i Södertälje, död 14 april 2021 i Stockholm, var en svensk läkare och vänsterpolitisk aktivist, på sin tid verksam inom Vietnamrörelsen och inom Kommunistiska förbundet marxist-leninisterna (KFML). 
Sköld Peter Matthis växte upp i Djursholm som yngste son till författaren Henry Peter Matthis och Marth Galaasen. Han blev känd som "den förste vietnamdemonstranten" när han 1965 greps på Hötorget i Stockholm, sedan han stått där med ett plakat med texten "VIETNAM. USAs beskydd - terror för folket". Trots att han hade tillstånd för demonstrationen greps han och fälldes för störande av allmän ordning och våldsamt motstånd. Gripandet fick stor uppmärksamhet och hjälpte den gryende Vietnamrörelsen på traven. Matthis var sedan med och startade De förenade FNL-grupperna (DFFG) som växte till en av västvärldens starkaste solidaritetsrörelser med FNL under Vietnamkriget.
År 1973 blev Matthis legitimerad läkare och blev som specialist i oftalmologi överläkare på Sankt Eriks ögonsjukhus i Stockholm. År 2003 var han med och startade Nätverket mot krig som arrangerade protester mot USA:s invasion av Irak. År 2005 var han med och grundade föreningen Iraksolidaritet. År 2010 kandiderade han till riksdagen för Vänsterpartiet. Den 14 april 2021 omkom Matthis vid en trafikolycka på Södermalm i Stockholm.
Sköld Peter Matthis var gift första gången 1960–1962 med läkaren Iréne Matthis, andra gången 1967–1997 med bibliotekarien Magdalena Matthis Rinaldo och tredje gången från 2001 med Siv Öberg till hennes död 2015. I andra äktenskapet föddes tre barn 1969, 1971 och 1977.